# Ivone Kirkpatrick
Ivone Kirkpatrick (Wellington, 3 febbraio 1897 – Celbridge, 25 maggio 1960) è stato un diplomatico britannico.

## Biografia
Nel maggio 1941 procedette nel carcere di Glasgow al riconoscimento di Rudolf Hess, che si era gettato con il paracadute in Scozia per la sua impossibile missione di pace. Kirkpatrick lo aveva conosciuto prima della guerra in Germania.
Nel settembre dello stesso anno  Kirkpatrick divenne direttore dei servizi europei della BBC, dopo essere stato direttore della divisione esteri del ministero dell'informazione e consigliere della stessa BBC.
Nel 1944 fu incaricato di organizzare il gruppo che rappresentò la Gran Bretagna in seno alla commissione alleata di controllo per l'occupazione della Germania, a conflitto concluso.

## Ascendenza
|                               |                                     |                          | Genitori                                  |  |  | Nonni |  |  | Bisnonni            |  |  | Trisnonni |  |
|                               |                                     |                          |                                           |  |  |       |  |  | William Kirkpatrick |  |  | …         |  |
|                               |                                     |                          |                                           |  |  |       |  |  | William Kirkpatrick |  |  | …         |  |
|                               |                                     | …                        |                                           |  |  |       |  |  | William Kirkpatrick |  |  |           |  |
| Alexander Richard Kirkpatrick |                                     |                          |                                           |  |  |       |  |  | William Kirkpatrick |  |  |           |  |
|                               |                                     | Mary Carr                | Richard Coburn Carr                       |  |  |       |  |  |                     |  |  |           |  |
|                               |                                     | Mary Carr                | Richard Coburn Carr                       |  |  |       |  |  |                     |  |  |           |  |
|                               |                                     | Mary Carr                | Mary McKnight                             |  |  |       |  |  |                     |  |  |           |  |
| Ivone Kirkpatrick             |                                     | Mary Carr                |                                           |  |  |       |  |  |                     |  |  |           |  |
|                               |                                     | Thomas Trench            | Thomas Trench                             |  |  |       |  |  |                     |  |  |           |  |
|                               |                                     | Thomas Trench            | Thomas Trench                             |  |  |       |  |  |                     |  |  |           |  |
|                               |                                     | Thomas Trench            | Mary Weldon                               |  |  |       |  |  |                     |  |  |           |  |
| Catherine Louisa Trench       |                                     | Thomas Trench            |                                           |  |  |       |  |  |                     |  |  |           |  |
|                               |                                     | Catherine Croasdaile     | Richard Croasdaile                        |  |  |       |  |  |                     |  |  |           |  |
|                               |                                     | Catherine Croasdaile     | Richard Croasdaile                        |  |  |       |  |  |                     |  |  |           |  |
|                               |                                     | Catherine Croasdaile     | Elizabeth Sandes                          |  |  |       |  |  |                     |  |  |           |  |
| Ivone Kirkpatrick             |                                     | Catherine Croasdaile     |                                           |  |  |       |  |  |                     |  |  |           |  |
|                               | Henry Hardinge, I visconte Hardinge | Henry Hardinge           |                                           |  |  |       |  |  |                     |  |  |           |  |
|                               | Henry Hardinge, I visconte Hardinge | Henry Hardinge           |                                           |  |  |       |  |  |                     |  |  |           |  |
|                               | Henry Hardinge, I visconte Hardinge | Frances Best             |                                           |  |  |       |  |  |                     |  |  |           |  |
| Arthur Edward Hardinge        | Henry Hardinge, I visconte Hardinge |                          |                                           |  |  |       |  |  |                     |  |  |           |  |
|                               |                                     | Emily Stewart            | Robert Stewart, I marchese di Londonderry |  |  |       |  |  |                     |  |  |           |  |
|                               |                                     | Emily Stewart            | Robert Stewart, I marchese di Londonderry |  |  |       |  |  |                     |  |  |           |  |
|                               |                                     | Emily Stewart            | Frances Pratt                             |  |  |       |  |  |                     |  |  |           |  |
| Mary Hardinge                 |                                     | Emily Stewart            |                                           |  |  |       |  |  |                     |  |  |           |  |
|                               |                                     | Augustus Frederick Ellis | Charles Ellis, I barone Seaford           |  |  |       |  |  |                     |  |  |           |  |
|                               |                                     | Augustus Frederick Ellis | Charles Ellis, I barone Seaford           |  |  |       |  |  |                     |  |  |           |  |
|                               |                                     | Augustus Frederick Ellis | Elizabeth Catherine Caroline Hervey       |  |  |       |  |  |                     |  |  |           |  |
| Mary Ellis                    |                                     | Augustus Frederick Ellis |                                           |  |  |       |  |  |                     |  |  |           |  |
|                               |                                     | Mary Cunynghame          | David Cunynghame, V baronetto             |  |  |       |  |  |                     |  |  |           |  |
|                               |                                     | Mary Cunynghame          | David Cunynghame, V baronetto             |  |  |       |  |  |                     |  |  |           |  |
|                               |                                     | Mary Cunynghame          | Maria Thurlow                             |  |  |       |  |  |                     |  |  |           |  |
|                               |                                     | Mary Cunynghame          |                                           |  |  |       |  |  |                     |  |  |           |  |

## Opere
- The Inner Circle: The Memoirs of Ivone Kirkpatrick (London: Macmillan, 1959).
- Mussolini: Study of a Demagogue (London: Odhams, 1964).

| Controllo di autorità | VIAF (EN) 64802372 · ISNI (EN) 0000 0000 6299 4515 · LCCN (EN) no93007222 · GND (DE) 118723219 · J9U (EN, HE) 987007281707205171 |